# Михеев, Григорий Яковлевич
Григорий Яковлевич Михеев (1919—1945) — майор Рабоче-крестьянской Красной Армии, участник Великой Отечественной войны, Герой Советского Союза (1943).

## Биография
Родился 7 января 1919 года в городе Петропавловске (ныне — Северо-Казахстанская область Казахстана). Окончил десять классов школы. В 1937 году был призван на службу в Рабоче-крестьянскую Красную Армию. В 1939 году он окончил Краснодарское военное авиационное училище лётчиков. С июня 1941 года — на фронтах Великой Отечественной войны.
К марту 1943 года капитан Григорий Михеев был штурманом звена 10-го отдельного дальнеразведывательного авиаполка 1-й воздушной армии Западного фронта. К тому времени он совершил 114 боевых вылетов на воздушную разведку и бомбардировку скоплений боевой техники и живой силы противника, его важных объектов в глубоком тылу.
Указом Президиума Верховного Совета СССР «О присвоении звания Героя Советского Союза начальствующему составу Военно-Воздушных сил Красной Армии» от 24 мая 1943 года за «образцовое выполнение боевых заданий командования на фронте борьбы с немецкими захватчиками и проявленные при этом отвагу и геройство» был удостоен высокого звания Героя Советского Союза с вручением ордена Ленина и медали «Золотая Звезда» за номером 1013.
5 февраля 1945 года майор погиб в воздушном бою. Похоронен в братской могиле на улице Нарвской в Калининграде.
Был также награждён орденами Красного Знамени, Отечественной войны 1-й и 2-й степеней, Красной Звезды.